# تل غلامعلی خان شیبانی
تل غلامعلی خان شیبانی مربوط به سده‌های متاخر دوران‌های تاریخی پس از اسلام است و در شهرستان شیراز، بخش کربال، دهستان خیرآباد، روستای گاوکان، بین زمینهای کشاورزی واقع شده و این اثر در تاریخ ۳۰ بهمن ۱۳۸۶ با شمارهٔ ثبت ۲۱۰۰۰ به‌عنوان یکی از آثار ملی ایران به ثبت رسیده است.